# Вадозні мінерали
Мінерали вадозні (рос. минералы вадозные, англ. vadose minerals; нім. vadose Minerale n pl) — мінерали, які утворилися в корі вивітрювання. Від лат. vadosus — неглибокий (В. І. Вернадський, 1924).